# Island Farm
Island Farm ist ein ehemaliges britisches Lager für Kriegsgefangene des Zweiten Weltkriegs nahe Bridgend. Es war ursprünglich als Unterkunft für Frauen errichtet worden, die in der Royal Ordnance Factory, der staatlichen Munitionsfabrik, bei Bridgend arbeiteten.

## Geschichte
Das Lager wurde als Camp 198 geführt, in ihm wurden etwa 2.000 deutsche und italienische Kriegsgefangene untergebracht. Da es als zu komfortabel für einfache Soldaten galt, begann man ab November 1944, darin Offiziere unterzubringen.
Die Kriegsgefangenen gruben zwei Fluchttunnel, von denen einer entdeckt wurde, der andere blieb unentdeckt. Am 10. März 1945 gelang 84 Gefangenen die Flucht aus dem Lager, wie sie ähnlich ein Jahr zuvor in Stalag Luft III stattgefunden hatte. Der Tunnel ist noch heute erhalten.

## Bekannte Gefangene imSpecial Camp XI
Nach Kriegsende wurde das Lager als Special Camp XI geführt. Dort wurden deutsche Generäle und Admirale inhaftiert, darunter Angeklagte der Nürnberger Kriegsverbrecherprozesse und weitere Kriegsverbrecher.
- Hans-Georg Benthack, Generalmajor
- Günther Blumentritt, General der Infanterie
- Franz Böhme, General der Gebirgstruppe
- Walter Braemer, General der Kavallerie und SS-Gruppenführer
- Walther von Brauchitsch, Generalfeldmarschall
- Helmuth Brinkmann, Vizeadmiral
- Friedrich von Broich, Generalleutnant
- Eduard Crasemann, General der Artillerie
- Walter Dornberger, Generalmajor
- Friedrich Fahnert, General der Luftnachrichtentruppe
- Alexander von Falkenhausen, General der Infanterie
- Heinz Fiebig, Generalmajor
- Hermann Franz, Generalleutnant der Polizei
- Friedrich Frisius, Vizeadmiral
- Walter Grabmann, Generalmajor
- Franz Halder, Generaloberst
- Wilhelm Harster, SS-Gruppenführer
- Friedrich Wilhelm Hauck, General der Artillerie
- Ludwig Heilmann, Generalmajor
- Ferdinand Heim, Generalleutnant
- Siegfried Heine, Generalmajor
- Gotthard Heinrici, Generaloberst
- Traugott Herr, General der Panzertruppe
- Friedrich Hüffmeier, Vizeadmiral
- Curt Jahn, General der Artillerie
- Heinrich Kirchheim, Generalleutnant
- Heinrich Kreipe, Generalmajor
- Kurt Lottner, Generalmajor
- Siegfried Macholz, Generalleutnant
- Anton Reichard von Mauchenheim genannt Bechtolsheim, General der Artillerie
- Eugen Meindl, General der Fallschirmtruppe
- Hermann-Bernhard Ramcke, General der Fallschirmtruppe
- Johann von Ravenstein, Generalleutnant
- Ernst-August Roth, Generalleutnant
- Edwin von Rothkirch und Trach, General der Kavallerie
- Gerd von Rundstedt, Generalfeldmarschall
- Alfred Schlemm, General der Fallschirmtruppe
- Artur Schmitt, Generalleutnant
- Hans-Hermann Graf von Schweinitz und Krain, Konteradmiral
- Hans-Georg von Seidel, General der Flieger
- Fridolin von Senger und Etterlin, General der Panzertruppe
- Ferdinand von Senger und Etterlin, Rittmeister
- Curt Siewert, Generalmajor
- Jakob Sporrenberg, Generalleutnant der Polizei und SS-Gruppenführer
- Adolf Strauß, Generaloberst
- Wilhelm von Thoma, General der Panzertruppe
- Helmut Thumm, General der Infanterie
- Kurt von Tippelskirch, General der Infanterie
- Heinz Trettner, Generalleutnant
- Gustav von Vaerst, General der Panzertruppe
- Heinrich von Vietinghoff, Generaloberst
- Hans Voß, Konteradmiral

1948 wurde das Special Camp XI geschlossen.